# Talang Serdang
Talang Serdang is een bestuurslaag in het regentschap Sarolangun van de provincie Jambi, Indonesië. Talang Serdang telt 604 inwoners (volkstelling 2010).